# Friedrich Osmar Trillhaase
Friedrich Osmar Trillhaase (* 23. August 1857 in Erfurt; † 20. Mai 1932 ebenda) war ein deutscher Bildhauer.

## Leben

### Herkunft und Familie
Friedrich Osmar Trillhaase war der Sohn von Bürstenmacher und Meister Friedrich Heinrich August Trillhaase (* 19. August 1824 in Herford) und Emma Franziska Louise, geb. Hartmann (* 5. Mai 1829 in Erfurt; † 30. August 1899 ebenda).
Friedrich Osmar hatte zwei Geschwister. Der erste Sohn seiner Eltern wurde 1856 tot geboren. Seine jüngere Schwester Josepha (* 18. Juni 1859 in Erfurt) starb im Alter von 14 Jahren im Jahre 1873. Im ersten Jahr nach der Geburt seiner Schwester Josepha starb sein Vater am 2. Februar 1860.
Friedrich Osmar war der Cousin des Malers Adalbert Trillhaase, dessen Mutter Anna Friederike, geb. Löffler nach dem Tod ihres ersten Ehemanns Friedrich Wilhelm August Trillhaase, Zwillingsbruder von Friedrich Osmars Vater, einen weiteren Onkel von Friedrich Osmar heiratete: Friedrich Wilhelm Trillhaase (* 9. August 1831 in Herford; † 7. Januar 1913 in Erfurt).
Aus seiner am 8. September 1883 geschlossenen ersten Ehe mit Luise Amalie Therese, geb. Hetschel (* 3. Juni 1862 in Apolda; † 11. Mai 1892 in Erfurt) ging sein erstes Kind hervor, Sohn
- Franz Louis Robert Osmar (* 23. Februar 1884 in Erfurt); im Felde vermisst 1917,

der 1917 in einer Verlustliste des Ersten Weltkriegs als „vermisst“ gemeldet wird.
Seine zehn weiteren Kinder mit seiner zweiten Ehefrau Karoline, geb. Hellwig (* 31. Januar 1871 in Erfurt; † 31. Dezember 1945 ebenda), die er am 1. September 1894 in Erfurt heiratete, alle in Erfurt geboren, waren:
- Emma Luise Sophie Dorothea (* 21. Juni 1895; † 1962)
- Franz Friedrich Osmar (* 18. August 1896)
- Osmar Gottfried Friedrich (* 5. März 1898)
- Heinrich Berthold (* 24. März 1900; † 25. November 1964)
- Hermann Andreas Robert (* 30. Juni 1902; † 1972)
- Emmeran Eduard (* 29. Januar 1904; † 31. Juli 1949)
- Marie Luise Emma Lina (* 5. April 1906; † 1974 in Jena)
- Alwin August (* 7. Dezember 1907; † 8. August 1908 in Erfurt)
- Ferdinand Karl (* 9. August 1909; † 19. September 1977 in Neu-Isenburg)
- Karoline Emilie (* 7. Juni 1911; † 10. März 1955 in Frankfurt am Main)

### Berufliche Anfänge
Friedrich Osmar entstammte einer Handwerkerfamilie, der Vater Bürstenmachermeister, der Großvater, Friedrich August Ferdinand, Sattler. Friedrich Osmar machte eine Ausbildung zum Modelleur und Holzbildhauer, war Mitglied im „Künstlerverein der Bildhauer“ und nahm die Meisterprüfungen für das Kunstbildnerhandwerk in Thüringen ab.

## Schaffen
Friedrich Osmar Trillhaase bezeichnete sich selbst auf einer Geschäftskarte aus dem Jahr 1913 als „staatlich empfohlener Kunstbilder“.
Auf einer Anzeige empfahl er sich für die „Übernahme aller Arbeiten in Holz, Stein, Marmor, Gips bei Kirchen, Façaden- u. Zimmerschmuck, Möbel. Modelle für Kunstguss. Façaden- und Zimmer-Stuckatur aller Stylarten.“

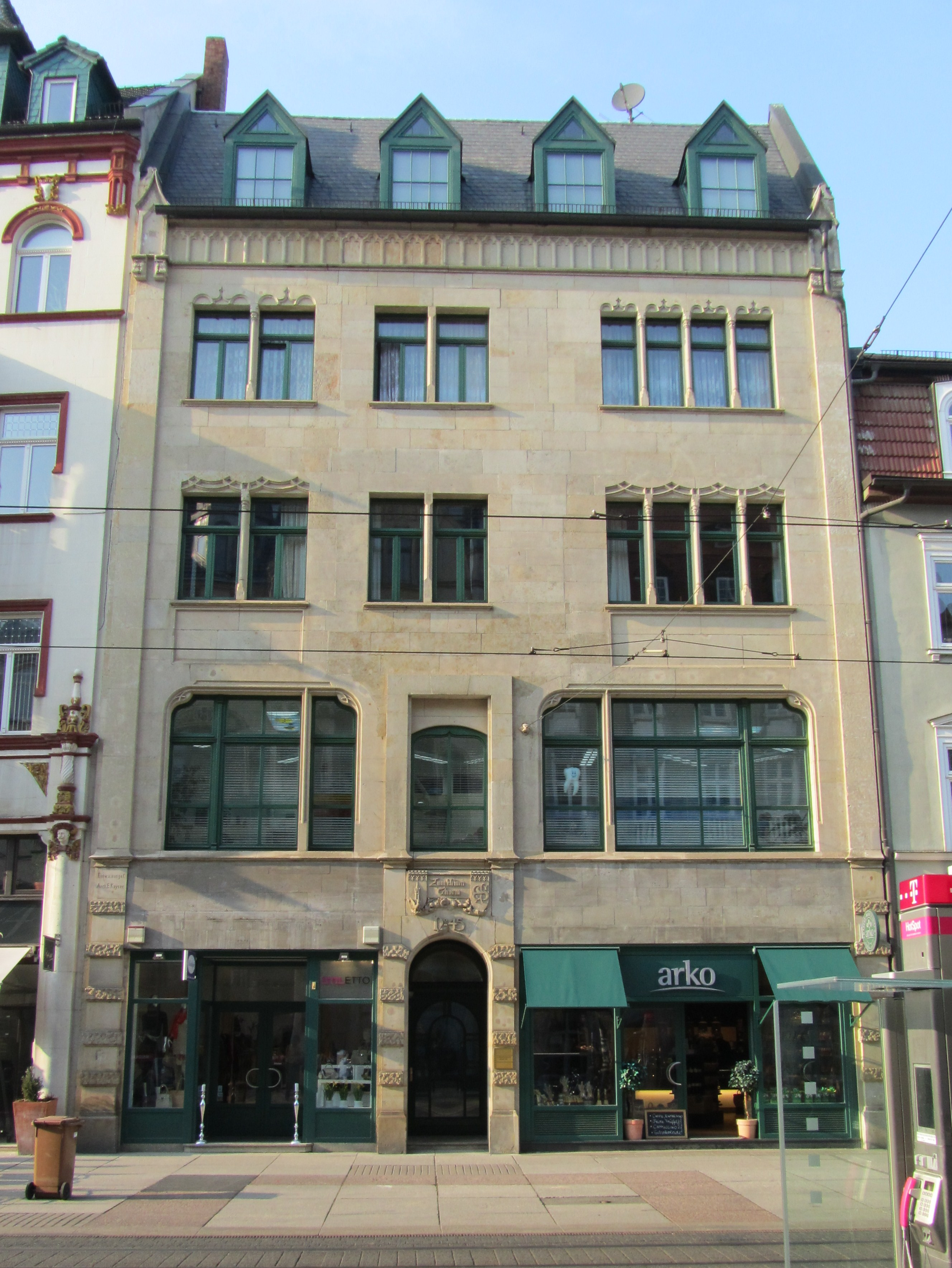
Anger 45 Haus zum kleinen Thurm

## Werke
- Aus den Bauunterlagen des Erfurter Geschäftshauses Anger (Erfurt) 45 aus dem Jahre 1897 geht hervor, dass der Fassadenschmuck über dem Eingang „nach den Modellen des Skulpteurs Osmar Trillhaase“ angefertigt wurde.

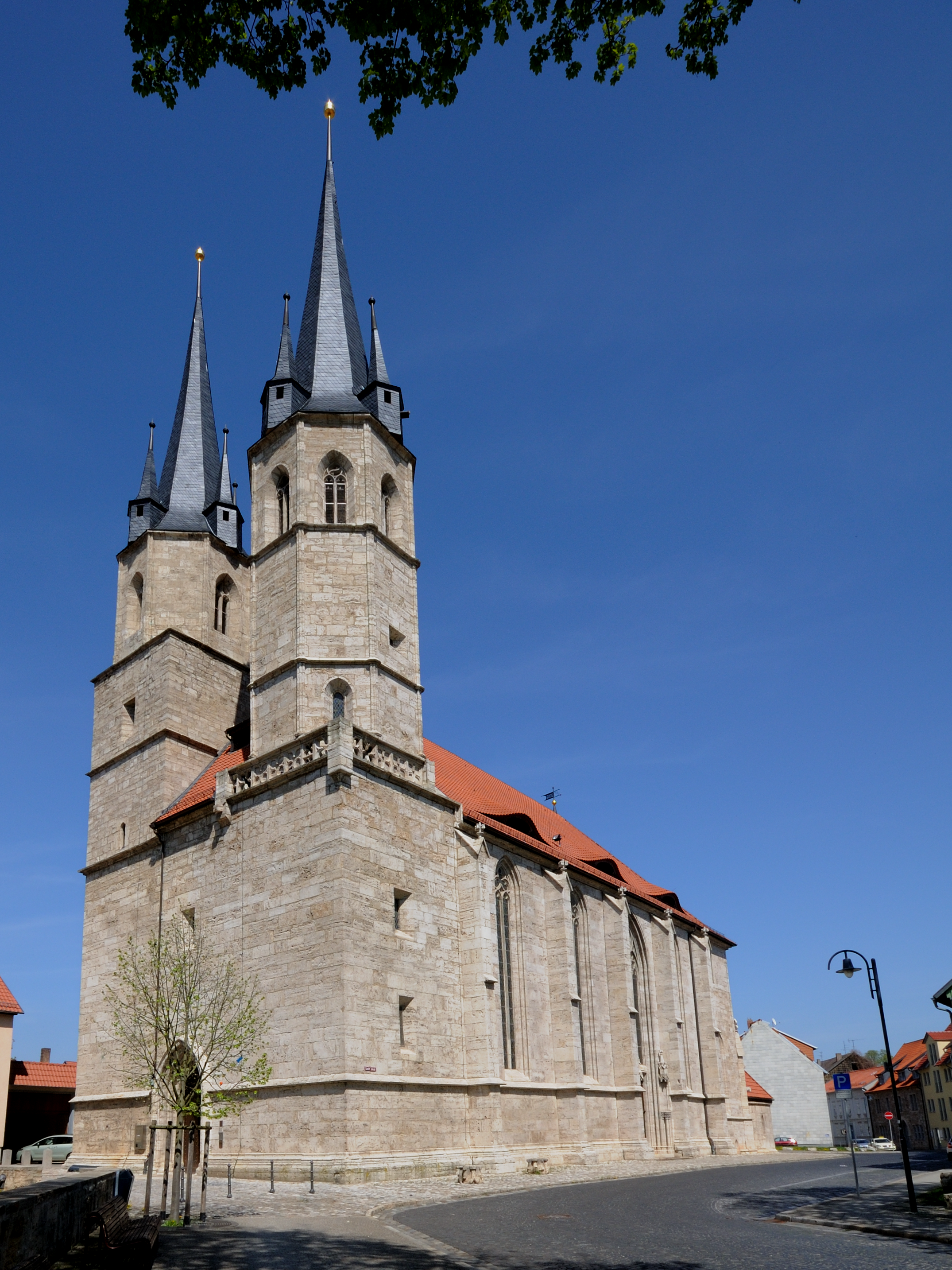
Jakobikirche zu Mühlhausen (Stadtbibliothek)

- Für die Erneuerung der Türsturzkonsole am Südportal der Jakobikirche zu Mühlhausen gestaltete er Gipsmodelle für den Fassadenschmuck, u. a. Adler, Ziegenbock und Kentaurenweibchen.

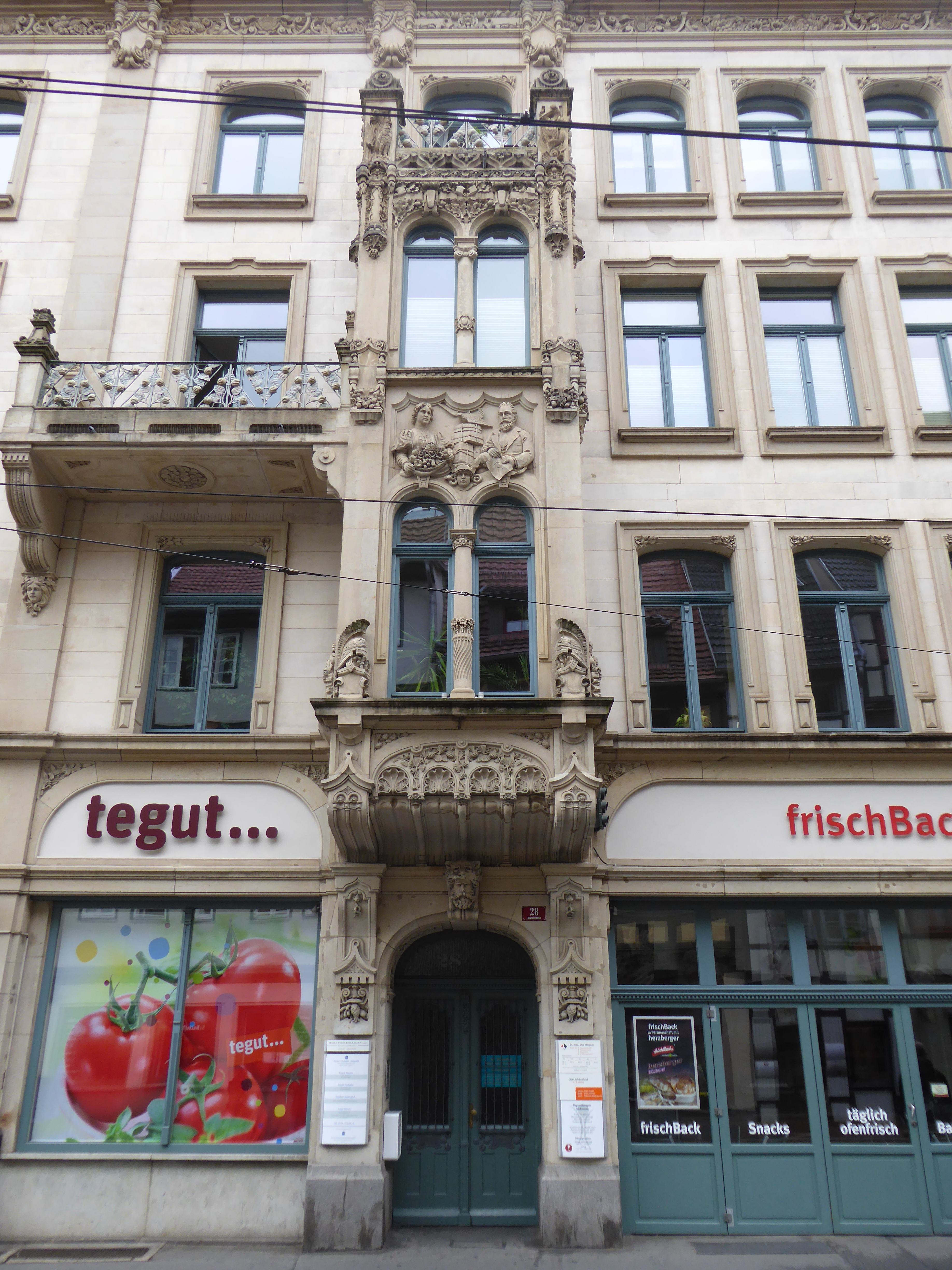
Marktstr. 28 Erfurt. Tür

- 1899/1900 gestaltete Trillhaase die Fassade am Erfurter Wohn- und Geschäftshaus Marktstraße (Erfurt) 28 mit den Porträts des Ehepaars Wunder. Kaufmann August Wunder war Bauherr des Hauses.

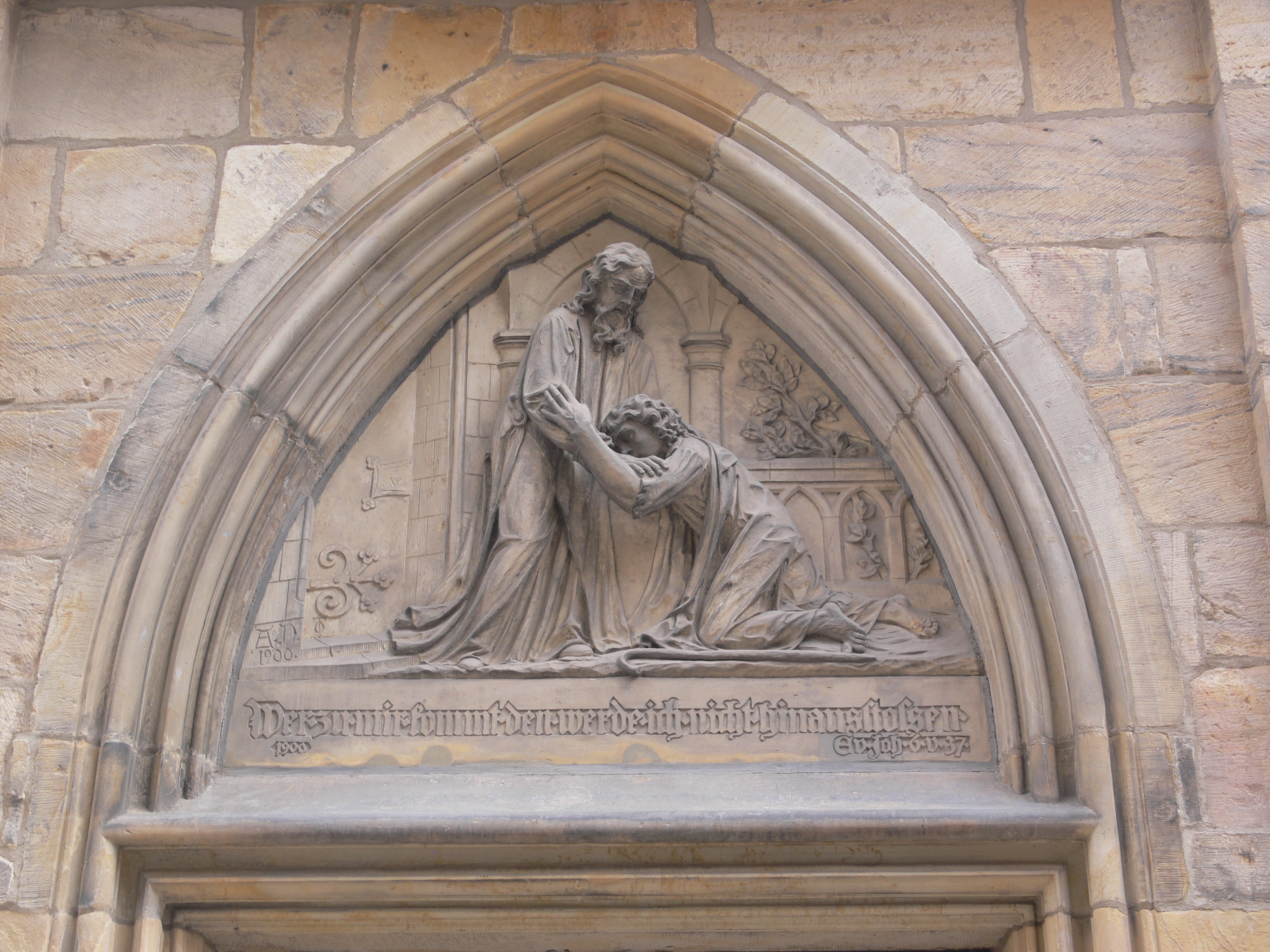
Erfurt Kaufmannskirche Relief Christus

- Auch für umfangreiche Erneuerungsarbeiten am Erfurter Dom wurde Trillhaase beauftragt. Der Allgemeine Anzeiger vom 9. Oktober 1900 führte die Arbeiten detailliert auf, u. a. „sämtliche Modelle der äußeren und inneren Architektur (…) Fialen, Kapitelle, Kreuzblumen, Figuren, Konsolen“.[2]
- 1901 schuf er ein Sandsteinrelief für das Tympanon am Westportal der Kaufmannskirche, das die Heimkehr des verlorenen Sohnes darstellt. Dazu vermerkte der Allgemeine Anzeiger vom 14. April 1901: „Er gibt in wahrhaft künstlerischer Weise den tiefen Gedanken von der Barmherzigkeit des Sünderheilands wieder“.[2] Unten links ist Osmar Trillhaases Signatur, die übereinander liegenden Buchstaben „O“ und „T“, zu sehen.

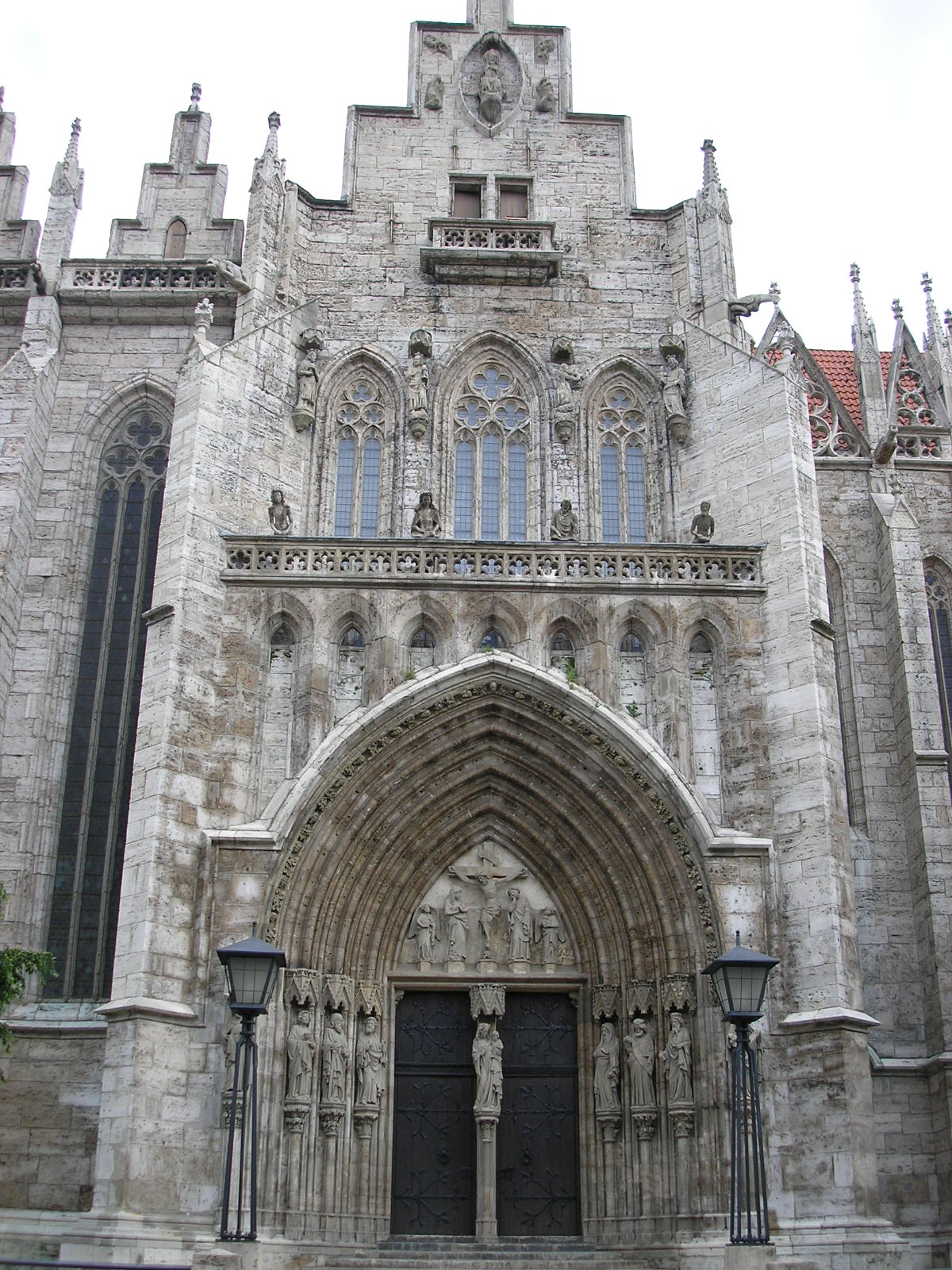
Portal Marienkirche Mühlhausen

- 1903 wurde er erneut nach Mühlhausen zu Restaurationsarbeiten an Steinfiguren am Seitenportal der Marienkirche gerufen. Ganz oben in der Portalspitze hinterließ er sein Selbstbildnis.
- Der Allgemeine Anzeiger vom 15. Juli 1903 berichtete: „Herr Bildhauer Trillhaase wurde mit der Erneuerung der einst so prächtigen Kanzel in der Petrikirche zu Nordhausen betraut.“[3] „Die sehr schwierigen“ Arbeiten, Wiederherstellung der von Holzwurm stark zerfressenen Bild- u. Figurenschnitzereien in der ursprünglichen Form und die Entfernung der Farben durch mehrmaliges Übertünchen seien gelungen, so heißt es: „Herrn Trillhaase ist es gelungen, die ursprüngliche erste Malerei bloß zu legen und zu ergänzen und die jetzt vorhandenen Farben sind genau nach dem alten Resten wiedergegeben: das Braun, das schöne Blau, Mattgold und Altgold, ebenso die Goldlinien an den Reliefs. Die Kanzel ist wieder aufs prächtigste hergestellt und erregt allgemeine Bewunderung.“[3] Trillhaase wurde danach mit der Anfertigung einer Kanzel „mit prachtvollen Bildschnitzereien“ aus Eichenholz für die St.-Johannis-Kirche in Luckenwalde betraut. Die Fertigung geschah in Zusammenarbeit mit der Möbelfirma Finkelmeyer & Co., berichtet der Allgemeine Anzeiger weiter.[3] Trillhaase Arbeiten werden derart geschätzt, dass „Nach solch hervortretenden Leistungen (…) der Herr Minister Herrn Trillhaase wieder mit einer hervorragenden Arbeit, und zwar mit der Anfertigung der neuen Chorstühle, 36 an der Zahl, für die Marienkirche zu Mühlhausen in Thüringen“ betraute. Jeder einzelne Stuhl wurde von Trillhaase mit Familienwappen angesehener Patrizierfamilien Mühlhausens ausgestattet. Auch hier war die Firma Finkelmeyer & Co. „hervorragend beteiligt“. Der Bericht im Allgemeinen Anzeiger schließt mit dem Bedauern darüber, dass Trillhaase nicht willens war, „seine künstlerischen Schöpfungen öffentlich auszustellen, um Freunden und Verehrern des heimischen Kunstgewerbes Gelegenheit zu geben sich daran zu freuen und sich zu überzeugen, was in kirchlicher Kunst in Erfurt geleistet wird.“[3]
- 1904 erneuerte er „zwei überlebensgroße Jünglingsfiguren in sitzender Pose und vier Amoretten in zwei verschiedenen Größen“ aus der 1. Hälfte des 18. Jahrhunderts vollständig, worüber der AA am 10. August 1904 informierte: Kosten von 10.000 Mark würden hierfür auflaufen und es müssten „zwei je über 400 Zentner“ wiegende Sandsteinblöcke aus den Brüchen von Seebergen (Drei Gleichen) angeliefert werden.[2]
- 1905 wurde Trillhaase beauftragt, Kunstgegenstände für Kaiser Wilhelm II anzufertigen, damit diese im königlichen Schloss Marienburg (Ordensburg) ausgestellt werden können. „Wir beglückwünschen unseren Mitbürger“ informierte wieder der Allgemeine Anzeiger vom 26. Juni 1904. Außerdem war Trillhaase an den Arbeiten zur Ausstattung des Kapitelsaales, der Bartholomäus- und Lorenzkapelle sowie des Burgtores beteiligt. Dafür wurde er mit einer Kunstmedaille von Kaiser Wilhelm II. ausgezeichnet.[2]
- Ab Februar 1905 führte Trillhaase verschiedene Arbeiten im Rahmen von drei Aufträgen der Erfurter Stadtverwaltung aus:
  - Für den Erweiterungsbau des Rathauses führte er gemeinsam mit Bildhauer E. Kolbe „Bildschnitzerarbeiten mit gotischen Friesen und Rosetten“ für Außen- u. Innentüren, die von der Firma Neumann & Grüning hergestellt wurden, aus.
  - Der zweite Auftrag, wieder gemeinsam mit Finkelmeyer & Co., bestand darin, „64 Sessel mit Rückenpolstern sowie Tischen“ für den neuen Sitzungssaal der Stadtverordneten herzustellen. Im Auftrag hieß es, es werde für die Kopfstücke, Armlehnen und Hinterfüße erwartet, „gestochene Ornamente durchweg verschieden“ auszuführen. Für eine Vertragssumme von 2474 Mark habe er bis Oktober 1907 garantiert zu liefern.
  - Der dritte Auftrag umfasste die Verzierung der Zuschauertribüne des Sitzungssaals mit Paneelen und Säulen, wofür ihm 1071 Mark gezahlt wurden.
- 1909 schnitzte er eine Rolandstatue aus Eichenholz für eine schmiedeeiserne Krone, von Kunstschmied Robert Taubert hergestellt, im Stadtverordnetenkabinett.
- 1911 fertigte Trillhaase drei in Stein gehauene Köpfe, die über dem Eingang des Königin-Luise-Gymnasiums in der Melanchtonstraße, Erfurt, angebracht wurden.
- 1912 entwickelte Trillhaase Ornamente und zwei allegorische Figuren für das Hauptportal des Wohn- und Geschäftshauses der Möbelfirma Finkelmeyer & Co. in der Schlösserstraße 7, Baukunst und Ernte. Für die Innentür fertigte er Holzreliefs, die Putten darstellen.[2]

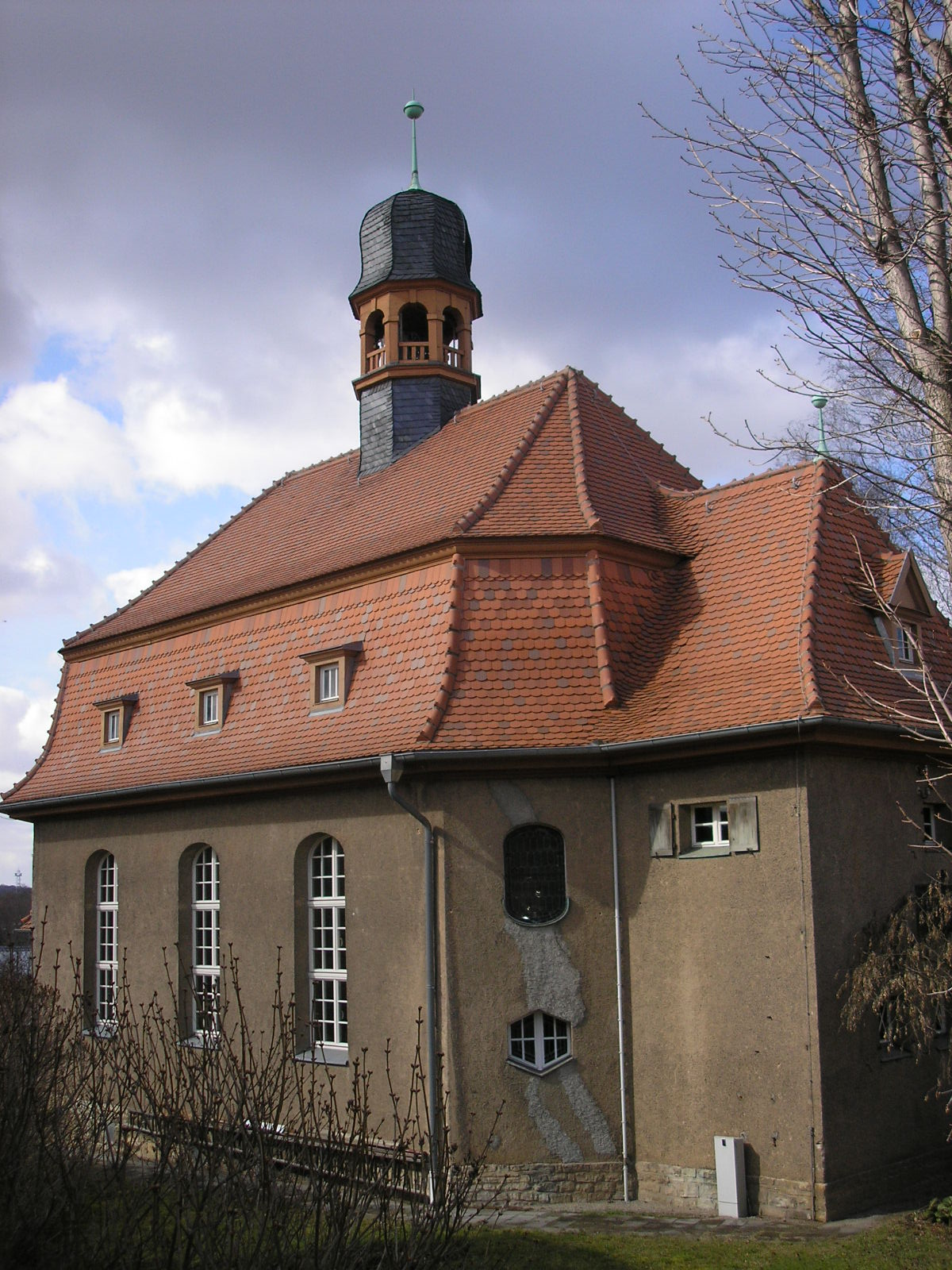
Lukaskirche Erfurt

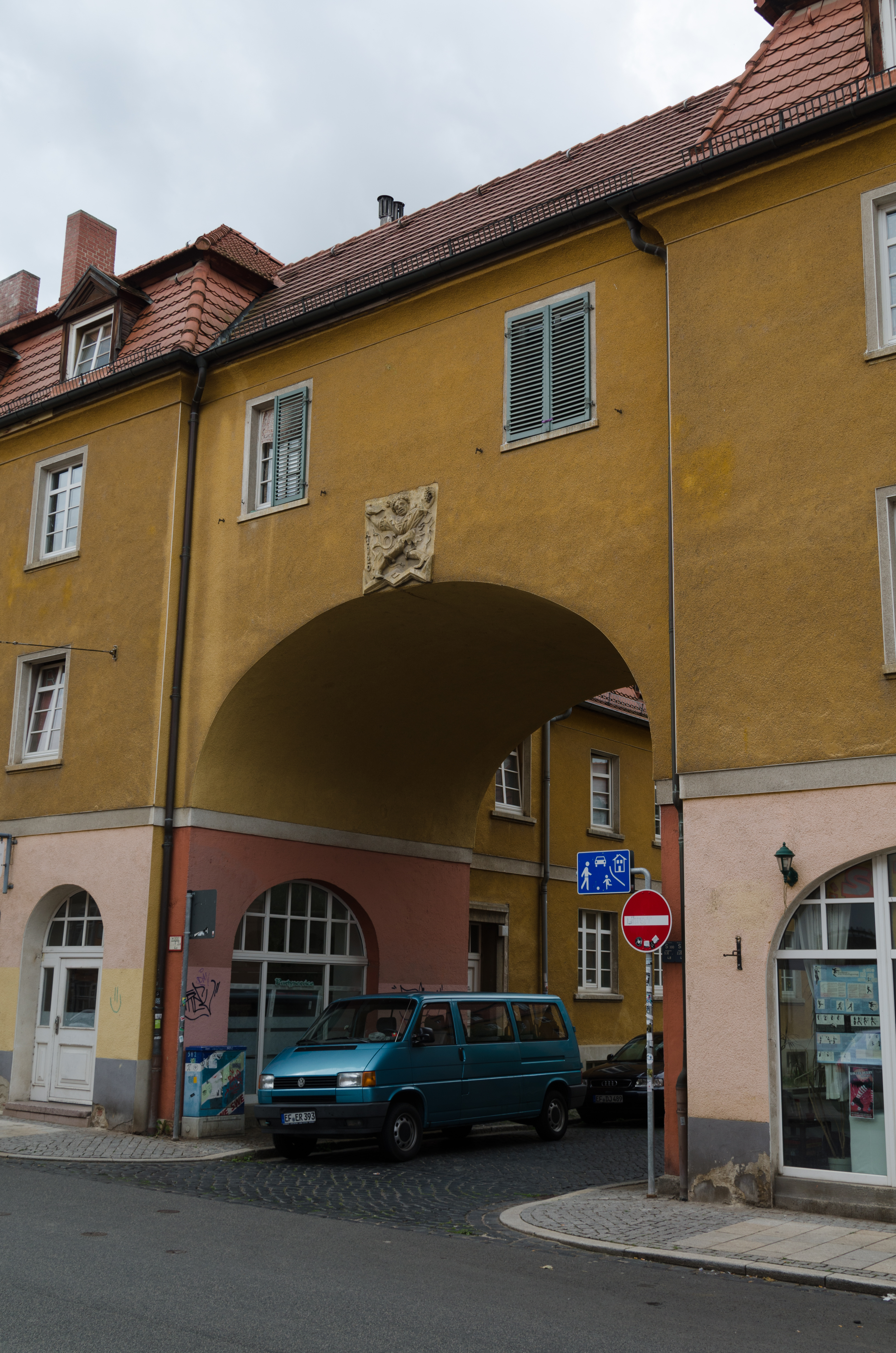
Erfurt, Moritzhof, Moritzstraße 4002

- Zur Einweihung der Lukaskirche (Erfurt) 1912 spendete er eine 70 cm große Gedächtnistafel, die Luther mit der Bibel und im Plafond eine Lutherrose im Herz darstellt.[4]
- Am 24. Oktober 1915 wurde auf dem Friedrich-Wilhelms-Platz feierlich der Eiserne Landsturmmann enthüllt, eine Spendenaktion, die auch Kriegsnagelungen genannt wurde: „Der Erlös der Nagelung soll zum Besten der Erfurter Truppen, deren Angehörigen und Hinterbliebenen verwendet werden (…)“, hieß es in der Einladungsanzeige. Jeder eingeschlagene Nagel (aus Gold = 10 Mark, aus Kupfer = 1 Mark, aus Eisen = 0,5 Mark) kam als Spende diesem Zweck zugute. Osmars Sohn Franz fertigt das Gipsmodell, Osmar selbst bekam den Auftrag, die Figur in Holz zu fertigen.
- 1919 schnitzte Trillhaase eine Nachbildung des Römers vom Fischmarkt (Erfurt), die Bürgermeister Paul Lüddeckens dem aus dem Amt scheidenden Oberbürgermeister Hermann Schmidt als Ehrengeschenk überreichte.[5]
- 1920 entstand ein Hauszeichenrelief aus Stein für den Moritzhof (Erfurt) in der Moritzstraße 4, welches einen Moriskentänzer zeigt. Es ist unklar, ob diese Werk von Osmar oder einem Sohn stammt. Es trägt die Signatur „OT“ unten rechts.[2]
- 1926 berichtete die Thüringer Allgemeine Zeitung vom 1. März über die Fertigung einer Hans-Sachs-Büste durch Trillhaase, die anlässlich der Gedächtnisfeier des Porträtierten im Gildehaus enthüllt wurde.[2]

Undatierte Arbeiten fertigte er außerdem für die Schlosskirche (Lutherstadt Wittenberg), die St. Jürgen-Kirche (Flensburg) sowie für die St. Wolfgangskirche Thorn, heutiges Polen an.